# Jianbi (ort i Kina, Jiangsu Sheng, lat 32,17, long 119,57)
Jianbi (kinesiska: 谏壁, 谏壁镇) är en ort i Kina. Den ligger i provinsen Jiangsu, i den östra delen av landet, omkring 73 kilometer öster om provinshuvudstaden Nanjing. Antalet invånare är 39 186. Befolkningen består av 17 034 kvinnor och 22 152 män. Barn under 15 år utgör 8,0 %, vuxna 15-64 år 81 %, och äldre över 65 år 9,0 %.
Runt Jianbi är det tätbefolkat, med 881 invånare per kvadratkilometer. Närmaste större samhälle är Zhenjiang, 11,5 km väster om Jianbi. Trakten runt Jianbi består till största delen av jordbruksmark.
Genomsnittlig årsnederbörd är 1 302 millimeter. Den regnigaste månaden är juli, med i genomsnitt 255 mm nederbörd, och den torraste är januari, med 30 mm nederbörd.